# Гориано Сиколи
Гориа̀но Сѝколи (на италиански: Goriano Sicoli) е село и община в Южна Италия, провинция Акуила, регион Абруцо. Разположено е на 720 m надморска височина. Населението на общината е 617 души (към 2010 г.).